# Kohortativ
Der Kohortativ (von lateinisch cohortatio ‚Anfeuerung‘) bezeichnet die ermahnende, ermutigende oder vorschlagende Form eines Verbes. Andere Bezeichnungen sind Exhortativ oder Propositiv. Im Deutschen übernimmt beispielsweise eine Umschreibung mit lassen in Erstposition + Infinitiv diese Funktion: „Lasst uns gehen“.
Während im deutschen Beispielsatz das bedeutungstragende Verb im Infinitiv steht, kann in anderen Sprachen, etwa im Koreanischen, der Kohortativ durch eine Modifikation eben des betreffenden Verbs ausgedrückt werden. So könnte das oben genannte deutsche Beispiel im Koreanischen wie folgt lauten: gamnida (갑니다) „(Wir) gehen“ wird im Kohortativ modifiziert zu gapsida (갑시다) „Lass(t) uns gehen!“.
In der hebräischen Sprache (literarisch bzw. biblisch, findet kaum Anwendung im alltäglichen Sprachgebrauch) drückt sich der Kohortativ für die erste Person Singular oder Plural durch das Anhängen eines betonten -a (-ה) an die präformative Form des finiten Verbums aus (Bsp.: אשיר aschir, deutsch ‚ich werde singen‘ und אשירה aschira, deutsch ‚ich will singen‘).